# Латерина
Латерина (итал. Laterina) је насеље у Италији у округу Арецо, региону Тоскана.
Према процени из 2011. у насељу је живело 1320 становника. Насеље се налази на надморској висини од 177 м.

## Становништво
| 1936. | 1951. | 1961. | 1971. | 1981. | 1991. | 2001. | 2011. |
| ----- | ----- | ----- | ----- | ----- | ----- | ----- | ----- |
| 3.322 | 4.487 | 4.184 | 3.074 | 3.152 | 3.310 | 3.433 | 3.541 |